# Cypress Semiconductor
A Cypress Semiconductor Corporation foi uma empresa de projeto de semicondutores e de produção situada no Vale do Silício fundada por TJ Rodgers e acionistas da Advanced Micro Devices. Foi formada em 1982 com o apoio de Sevin Rosen e veio a público em 1986. A empresa inicialmente foi focada no design e desenvolvimento de componentes de alta velocidade com tecnologias CMOS SRAM, EEPROM, dispositivos PAL, e TTL lógica. Algumas de suas principais concorrentes incluem Microchip Technology, Integrated Device Technology, Samsung Electronics, e Xilinx.
Em junho de 2019, a Infineon Technologies anunciou que iria adquirir a Cypress por US$ 9,4 bilhões.

## Produtos
- Cypress TrueTouch tela multitouch sensível
- PSoC
- Memorias
- Sensores ópticos
- Dispositivos lógico programáveis
- Universal Serial Bus
- Wireless